# Ampelisca brevicornis
Het kortsprietbuiskopkreeftje (Ampelisca brevicornis) is een gravend vlokreeftje uit de familie buiskopkreeftjes. De wetenschappelijke naam van de soort werd in 1853 voor het eerst geldig gepubliceerd door Oronzio Gabriele Costa.
A. brevicornis komt voor in het Belgische deel van de Noordzee.